# Phytelepheae
Die Phytelepheae sind eine Tribus der Palmengewächse (Arecaceae). Alle Vertreter liefern vegetabiles Elfenbein, das aus dem harten Endosperm gewonnen wird. 

## Merkmale
Charakteristische Merkmale der Vertreter, die sie von denen anderer Triben unterscheiden, sind die Diözie und die stark dimorphen Blüten. 
Die Palmen sind mäßig bis sehr groß, ohne Stamm oder mit aufrechtem Stamm und stets unbewehrt. Sie sind diözisch und mehrmals blühend. Die Blätter sind gefiedert und die Segmente reduplicat gefaltet (Λ-förmig). Männliche und weibliche Blütenstände sind deutlich unterschiedlich. Das Vorblatt ist eher kurz und meist durch die Blattscheide verdeckt. Es gibt ein Hochblatt am Blütenstandsstiel. Die männlichen Blütenstände sind ähren- oder traubenförmig, die weiblichen sind kopfartig. 
Die Blüten sind vielteilig. Die männlichen Blüten haben kleine Perianth-Zipfel, die Staubblätter sind sehr zahlreich. Die weiblichen Blüten besitzen zahlreiche große Perianth-Segmente. Das Gynoeceum besteht aus vier bis zehn Fruchtblättern, die jeweils eine Samenanlage enthalten. Die Frucht besitzt ein korkig-warziges Perikarp, die Zahl der Samen entspricht der der Samenanlagen. Die Früchte stehen in einem kopfartigen, gedrängten Fruchtstand. Das Mesokarp reißt auf und bildet unregelmäßige, faserige, pyramidenförmige Warzen. Die Steinkerne sind glatt, hart, dünn und umschließen die Samen. Das Endosperm ist sehr hart und homogen.

## Verbreitung
Die Vertreter der Phytelepheae sind im nördlichen Südamerika beheimatet. 

## Systematik
Die Phytelepheae werden innerhalb der Familie Arecaceae der Unterfamilie Ceroxyloideae zugeordnet. Die Tribus im Sinne von Dransfield et al. (2008) ist eine natürliche Verwandtschaftsgruppe (Monophylum). Ihre Schwestergruppe sind die Ceroxyleae.
Die Tribus besteht aus drei eng miteinander verwandten Gattungen, die sich durch den Aufbau der männlichen Blüten unterscheiden:
- Ammandra
- Aphandra
- Phytelephas

## Belege
- John Dransfield, Natalie W. Uhl, Conny B. Asmussen, William J. Baker, Madeline M. Harley, Carl E. Lewis: Genera Palmarum. The Evolution and Classification of Palms. 2. Auflage, Royal Botanic Gardens, Kew 2008, ISBN 978-1-84246-182-2, S. 333, 345f.